# Leiocephalus stictigaster
Espèce
Leiocephalus stictigaster est une espèce de sauriens de la famille des Leiocephalidae.

## Répartition
Cette espèce est endémique de Cuba.

## Liste des sous-espèces
Selon The Reptile Database (22 mars 2013) :
- Leiocephalus stictigaster astictus Schwartz, 1959
- Leiocephalus stictigaster celeustes Schwartz & Garrido, 1968
- Leiocephalus stictigaster exotheotus Schwartz, 1959
- Leiocephalus stictigaster gibarensis Schwartz & Garrido, 1968
- Leiocephalus stictigaster lipomator Schwartz & Garrido, 1968
- Leiocephalus stictigaster lucianus Schwartz, 1960
- Leiocephalus stictigaster naranjoi Schwartz & Garrido, 1968
- Leiocephalus stictigaster ophiplacodes Schwartz, 1964
- Leiocephalus stictigaster parasphex Schwartz, 1964
- Leiocephalus stictigaster septentrionalis Garrido, 1975
- Leiocephalus stictigaster sierrae Schwartz, 1959
- Leiocephalus stictigaster stictigaster Schwartz, 1959

## Publications originales
- Garrido 1975 : Nuevos reptiles del Archipielago Cubano. Poeyana, no 141, p. 1-58.
- Schwartz, 1959 : Variation in lizards of the Leiocephalus cubensis complex in Cuba and the Isla de Pinos. Bulletin of the Florida Museum of Natural History, vol. 4, p. 97-143 (texte intégral).
- Schwartz, 1960 : A new subspecies of Leiocephalus stictigaster Schwartz from central Cuba. Proceedings of the Biological Society of Washington, vol. 73, p. 103-106 (texte intégral).
- Schwartz, 1964 : New subspecies of Leiocephalus from Cuba. Quarterly Journal of the Florida Academy of Sciences, vol. 27, no 2, p. 211-222 (texte intégral).
- Schwartz & Garrido, 1968 : Four new subspecies of Leiocephalus sactigaster from Cuba. National Museum of Canada Natural History Papers, vol. 37, p. 1-23.